# 大休正念
大休正念（1215年—1290年1月11日），浙江省温州市人，南宋时期临济宗杨岐派僧人，镰仓时期渡日，谥号佛源禅师。其流派称大休派（又作佛源门徒），是日本禅宗二十四流之一。

## 生平
1215年，大休正念出生在温州永嘉县（今浙江省温州市）。最初师从杭州灵隐寺三十八代住持东谷妙光，学习曹洞宗，后来跟随径山兴圣万寿禅寺三十六代住持石溪心月参禅，接临济宗杨岐派松源系法脉。1269年，镰仓幕府的北条时宗邀请其赴日，55岁的大休正念随商船远渡日本，驻锡于禅兴寺，不久兰溪道隆退隐，他接任主持，仿照南宋寺院修建了方丈、法堂、山门、僧堂、橱库等。1272年，大休正念接任兀庵普宁之后，出任建长寺第三代住持。1278年，大休正念入住寿福寺，大兴土木，恢复寺院规模。1284年，圆觉寺开山祖师无学祖元辞去了住持职位，退居建长寺，大休正念奉诏执掌圆觉寺，是该寺第二代住持。1289年，大休正念因重病缠身移居正观寺，临终前留下佛偈“拈起须弥槌，击碎虚空鼓，藏身没影迹，日轮正当午”，放笔之后圆寂，谥号佛源禅师。

## 著作
- 《赵州真际禅师语录》